# Donjon de la Boyle
Le donjon de la Boyle est situé sur la commune de Brezons (France).

## Localisation
Le donjon est situé sur la commune de Brezons dans le département du Cantal, en région Auvergne-Rhône-Alpes, sur le flanc méridional du Plomb du Cantal, au nord de Pierrefort.

## Description
Le donjon de la Boyle est une construction qui présente un plan rectangulaire avec, au milieu de la façade sud-ouest, une tourelle à trois pans coupés renfermant l'escalier à vis accédant aux trois étages. Le rez-de-chaussée, surélevé au-dessus d'un sous-sol voûté en berceau, est divisé en deux pièces voûtées d'ogives profilées d'un filet encadré d'un cavet de chaque côté,.

## Historique
Le donjon survivant dans la vallée de Brezons est le vestige du château d'une importante seigneurie auvergnate, établie en ces lieux depuis la fin du Xe siècle jusqu'à l'extinction de la lignée en 1622. Les seigneurs de Brezons donnèrent notamment à l'abbaye de la Chaise-Dieu deux abbés, aux XIIe et XIIIe siècles et un gouverneur à la Haute-Auvergne, Charles de Brezons (1545-1609) nommé  par la famille de Guise.
Le premier château seigneurial, construit sur le rocher du Meynial, le plus haut de la vallée du Brezons, fut brûlé par Renaud de Murat au XIVe siècle. Reconstruit au XVe siècle, le château _dont seul ce donjon est parvenu jusqu'à nous fut la propriété des seigneurs de Brezons jusqu’en 1622. 
Le château date du XVe siècle. À la fin des guerres de Religion, il est en partie démantelé en 1628 sur ordre de Richelieu, deux des trois tours furent détruites. Le donjon qui subsiste semble avoir constitué la partie essentielle du château,.
Le donjon est inscrit au titre des monuments historiques par arrêté du 11 avril 1958.
Il est à noter que l'appellation du lieu-dit "La Boyle" est récente et n'est utilisée que depuis les années 1960. Le lieu-dit était précédemment désigné sous le nom de Laboual, Laboal ou La Bohal comme en témoignent de nombreux documents antérieurs à 1960.

## Légende
Selon une légende, on raconte que le donjon de la Boyle marque la frontière au-delà de laquelle les pies ne peuvent voler. Elles auraient en effet été excommuniées sur le territoire de la Haute Vallée à cause d’un trop grand nombre de vols !